# Katers Island
Katers Island är en ö i Australien. Den ligger i delstaten Western Australia, omkring 2 200 kilometer nordost om delstatshuvudstaden Perth. Arean är 18,0 kvadratkilometer. Den sträcker sig 8,1 kilometer i nord-sydlig riktning, och 5,6 kilometer i öst-västlig riktning.
Trakten runt Katers Island består i huvudsak av gräsmarker. Trakten runt Katers Island är nära nog obefolkad, med mindre än två invånare per kvadratkilometer. Savannklimat råder i trakten. Genomsnittlig årsnederbörd är 1 729 millimeter. Den regnigaste månaden är februari, med i genomsnitt 409 mm nederbörd, och den torraste är augusti, med 1 mm nederbörd.